# Beeldenroute Technische Universiteit Eindhoven
Beeldenroute Technische Universiteit Eindhoven is een beeldenproject op de campus van de Technische Universiteit in de stad Eindhoven.
De kunstcollectie van de Technische Universiteit Eindhoven (TUe) bestaat uit:
- beelden
- constructies en installaties
- grafiek en schilderijen
- wandkleden en wandreliëfs en muurschilderingen.

De collectie, die de gehele periode van het bestaan van de TUe, van 1956 tot heden, bestrijkt, is te zien op de campus en in de diverse faculteits- en dienstgebouwen.

## De beelden

### Beeldenroute
| Naam                                                 | Kunstenaar                               | Geplaatst                                     | Materiaal                             | Locatie                                                                      | Afbeelding |
| ---------------------------------------------------- | ---------------------------------------- | --------------------------------------------- | ------------------------------------- | ---------------------------------------------------------------------------- | ---------- |
| Ring van Möbius                                      | Hans Kalkhoven / August Ferdinand Möbius | 1986                                          | metaal, steen.                        | Langs de Kennedylaan                                                         |            |
| Mens agitat molem, motto van de TU/e                 | Hans Kalkhoven / Dom Hans van der Laan   | 1986                                          | metaal, steen                         | Langs de Kennedylaan                                                         |            |
| Objet Mathématique, onderdeel van Poème électronique | Le Corbusier                             | 1958                                          | Metaal, LED-verlichting (SmartLight). | Op het grasveld aan de zuidkant van het auditorium                           |            |
| Vliegende Amazone                                    | Arthur Spronken                          | 1965                                          | Brons                                 | Tussen het Hoofdgebouw en het Auditorium                                     |            |
| Turbulentie                                          | Margot Zanstra                           | 1995                                          | Plaatijzer                            | De Zaale, nabij gebouw Spectrum                                              |            |
| Het blauw van de Vlinder                             | Frans Franssen                           | 1994                                          | Staal                                 | Grasveld bij hoek De Zaale / De Rondom (bij gebouwen Fontys S2 en Fontys S3) |            |
| Machine I                                            | Kor Bekker                               | 1966                                          | Roestvrij staal                       | De Zaale, nabij gebouw Spectrum                                              | Machine 1  |
| Leap into the deep                                   | Tijs Rooijakkers                         | 2016                                          | Staal                                 | Ingang gebouw Flux                                                           |            |
| Twee groene paardenhoofden                           | Ingrid Rollema                           | 1998                                          | Brons                                 | Op het dak van gebouw Helix (Scheikundige Technologie), aan de noordzijde    |            |
| Vliegend                                             | Wessel Couzijn                           | 1961                                          | Brons                                 | Groene Loper, ter hoogte van gebouw Matrix                                   |            |
| De technische student                                | Oswald Wenckebach                        | 1958                                          | Staal                                 | Bij de entree van het Hoofdgebouw                                            |            |
| Vloerreliëfs, 4 stuks                                | Ad Dekkers                               | 1971/2                                        | Beton                                 | Op het grasveld bij Vertigo                                                  |            |
| Wording                                              | Piet Killaars                            | 1968                                          | Beton                                 | In het water bij het Hoofdgebouw                                             |            |
| Seed nr. 4                                           | Shinkichi Tajiri                         | 1962/4                                        | Gehamerd messing                      | Aan de noordkant van gebouw Vertigo                                          |            |
| SOH19                                                | Alex Vermeulen / Van der Waals           | Tussen 2001 tot en met 2006 tot stand gekomen | Kunststof, zonnepanelen               | Naast Vertigo                                                                |            |
| Relax and meet                                       | Alexander Suma                           | 2006                                          |                                       | TU/E Bij Vertigo (geb 6)                                                     |            |

### Overige objecten
| Naam                      | Kunstenaar       | Geplaatst | Materiaal                      | Locatie                                               | Afbeelding |
| ------------------------- | ---------------- | --------- | ------------------------------ | ----------------------------------------------------- | ---------- |
| Draadplastiek             | Hans Ittmann     | 1958      | Metaal                         | Tegen de muur van de vijver aan De Lismortel (geb 62) |            |
| Agressie                  | Carel Kneulman   | 1971      | Brons                          | Aan de noordzijde van het Hoofdgebouw                 |            |
| Vogels                    | Antoinette Briët | 1986      | Rvs                            | Het Eeuwsel (Geb.54)                                  |            |
| Wie heeft de toekomst?    | Ninette Koning   | 1999      | De Lismortel / Rondom (geb 59) | TU/E                                                  |            |
| Zonder titel              | Ton Lammers      | 2000      |                                | TU/E Lismortel 25                                     |            |
| Van Bar Tot Bank (K.O.E)  |                  | 2013      | Beton                          | Grasveld bij Auditorium (Geb.1)                       |            |
| (object)                  |                  |           | Cortenstaal                    | De Rondom / Avenue de Cygne (Geb.24)                  |            |
| There is no song about it | Henk Visch       |           |                                | TU/E                                                  |            |

1. ↑  Bron:https://www.verhoeven.nl/nl/projecten/relax-meet-eindhoven
2. ↑  Kunstobject Ontmoetingsplaats Eindhoven